# Asplenium onopteris
Asplenium onopteris  (лат.) — папоротник, вид рода Костенец (Asplenium) семейства Костенцовые (Aspleniaceae).
Растение с красновато-коричневым стеблем достигает высоты от 10 до 50 см. Листовая пластинка кожистая и блестящая, тёмно-зелёная, перистые треугольно-яйцевидная. Сорус (кластер спор) расположен вблизи жилок вен. Число хромосом, 2n = 72.
Растёт вокруг Средиземного моря, в том числе на Канарских островах и в Северной Африке. Есть единичные находки далеко на севере, в Ирландии и Польше.
Лучшими местами обитания являются тенистые ущелья в лесах и кустарниках. Встречается в основном на известняковых скалах, на высотах до 1000 м в тенистых местах. Споры созревают с сентября по июнь.
Из-за сходства с Asplenium adiantum-nigrum (некоторые ботаники действительно считают A. onopteris подвидом) спутать с этим видом очень возможно. От A. adiantum-nigrum отличается тем, что имеет меньшие сорусы и листья второго порядка являются более узкими и более удлинёнными, поэтому листовая пластина производит впечатление более хрупкой.

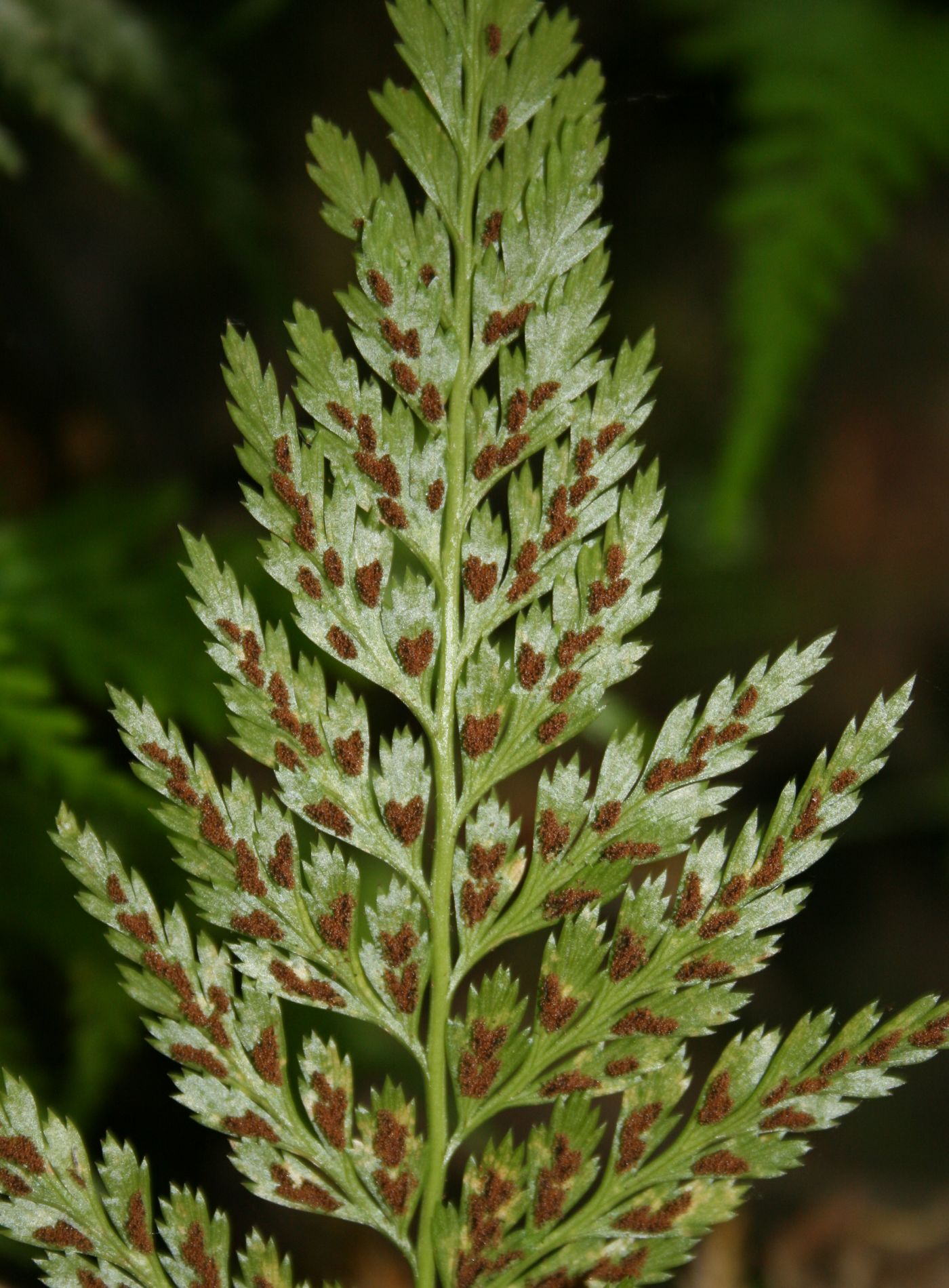
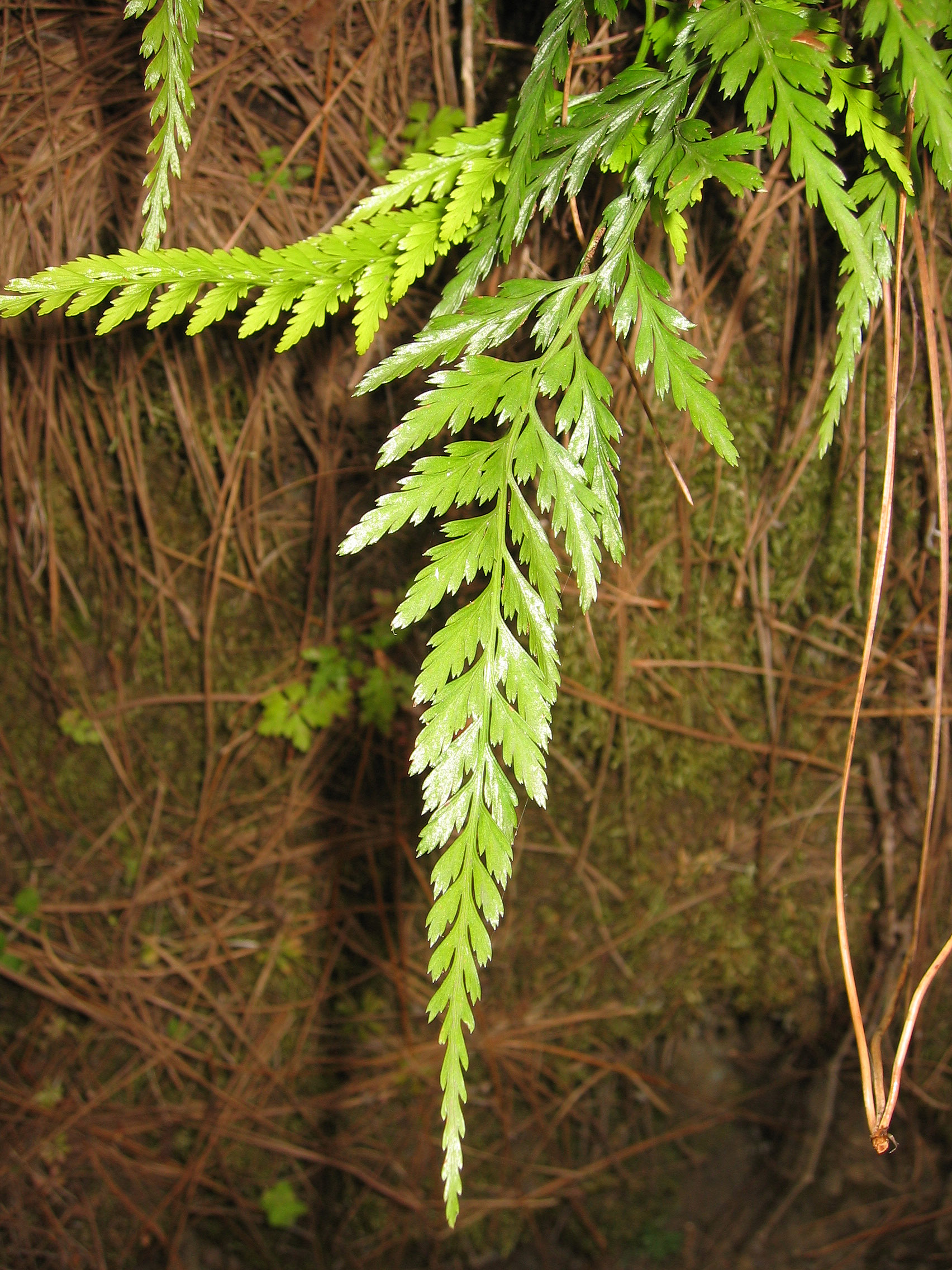